# إد كلارك (لاعب كرة قاعدة)
إد كلارك (بالإنجليزية: Ed Clark)‏ هو لاعب كرة قاعدة أمريكي، ولد في 1863 في سينسيناتي في الولايات المتحدة، وتوفي في 7 نوفمبر 1927 في هامبتون في الولايات المتحدة.

## وصلات خارجية
- إد كلارك على موقعبيزبول رفرنس.كوم (الدوري الرئيسي) (الإنجليزية)